# Wael Selmi
Wael Selmi (ur. 9 września 1992) – tunezyjski zapaśnik walczący w stylu klasycznym. Srebrny medalista mistrzostw śródziemnomorskich w 2018 roku.